# Campeonato Africano de Atletismo de 2010 - Decatlo masculino
A prova do decatlo masculino do Campeonato Africano de Atletismo de 2010 foi disputada entre os dias 28 e 29 de julho de 2010 em Nairóbi, no Quênia. 

## Recordes
Antes desta competição, os recordes mundiais e do campeonato nesta prova eram os seguintes:
|                       | Nome            | Nacionalidade | Pontos   | Local  | Data                |
| --------------------- | --------------- | ------------- | -------- | ------ | ------------------- |
| Recorde mundial       | Roman Šebrle    | Chéquia       | 9026 pts | Götzis | 27 de maio de 2001  |
| Recorde do campeonato | Hamdi Dhouibi   | Tunísia       | 7965 pts | Radès  | 9 de agosto de 2002 |
| Recorde africano      | Willem Coertzen | África do Sul | 8054 pts | Götzis | 31 de maio de 2009  |

Os seguintes recordes foram estabelecidos durante esta competição:
| Data        | Evento | Atleta         | Nacionalidade | Pontos   | Notas                 |
| ----------- | ------ | -------------- | ------------- | -------- | --------------------- |
| 29 de julho | Final  | Larbi Bouraada | Argélia       | 8148 pts | Recorde do campeonato |

## Medalhistas
| Ouro                 | Prata                | Bronze                  |
| Larbi Bouraada (DZA) | Mourad Souissi (DZA) | Guillaume Thierry (MRI) |

## Cronograma
Todos os horários são locais (UTC+3).
| Data        | Hora  | Evento                   |
| ----------- | ----- | ------------------------ |
| 28 de julho | 09:00 | 100 metros               |
| 28 de julho | 09:50 | Salto em distância       |
| 28 de julho | 11:00 | Arremesso de peso        |
| 28 de julho | 15:10 | Salto em altura          |
| 28 de julho | 17:50 | 400 metros               |
| 29 de julho | 09:00 | 110 metros com barreiras |
| 29 de julho | 09:45 | Lançamento de disco      |
| 29 de julho | 11:00 | Salto com vara           |
| 29 de julho | 14:20 | Lançamento de dardo      |
| 29 de julho | 16:25 | 1500 metros              |

## Resultado

### 100 metros
| Posição | Bateria | Atleta                      | Nacionalidade   | Tempo | Pontos | Notas                |
| ------- | ------- | --------------------------- | --------------- | ----- | ------ | -------------------- |
| 1       | 1       | Larbi Bouraada              | Argélia         | 10.78 | 910    |                      |
| 2       | 1       | Hamdi Dhouibi               | Tunísia         | 11.09 | 841    |                      |
| 3       | 2       | Mourad Souissi              | Argélia         | 11.12 | 834    | Recorde pessoal      |
| 4       | 2       | George Joubert              | África do Sul   | 11.23 | 810    |                      |
| 5       | 2       | Ali Kamé                    | Madagáscar      | 11.39 | 776    | Recorde da temporada |
| 6       | 2       | Abdallah Mohamed Saad Hamed | Egito           | 11.42 | 769    | Recorde da temporada |
| 7       | 1       | Washington Nyakundi         | Quênia          | 11.43 | 767    |                      |
| 8       | 1       | Guillaume Thierry           | Ilhas Maurícias | 11.50 | 753    | =                    |
| 9       | 2       | Alexander Tum               | Quênia          | 11.83 | 685    |                      |
| 10      | 1       | Cornelius Rotich            | Quênia          | 12.44 | 567    |                      |
| 99 !    | 1       | Richard Chitambi            | Zâmbia          | DNS   | 0      |                      |
| 99 !    | 2       | Clave Folokwe               | Zâmbia          | DNS   | 0      |                      |

### Salto em distância
| Posição | Atleta                      | Nacionalidade   | #1   | #2   | #3   | Resultados | Pontos | Notas                | Pts total |
| ------- | --------------------------- | --------------- | ---- | ---- | ---- | ---------- | ------ | -------------------- | --------- |
| 1       | Larbi Bouraada              | Argélia         | 7.43 | 7.42 | –    | 7.43       | 918    |                      | 1828      |
| 2       | Mourad Souissi              | Argélia         | 7.22 | 7.10 | 7.09 | 7.22       | 866    | Recorde pessoal      | 1700      |
| 3       | Ali Kamé                    | Madagáscar      | 7.04 | 7.09 | 7.16 | 7.16       | 852    | Recorde da temporada | 1628      |
| 4       | Hamdi Dhouibi               | Tunísia         | 6.93 | X    | 7.02 | 7.02       | 818    | Recorde da temporada | 1659      |
| 5       | Guillaume Thierry           | Ilhas Maurícias | 6.75 | 6.79 | 6.97 | 6.97       | 807    |                      | 1560      |
| 6       | Abdallah Mohamed Saad Hamed | Egito           | 6.85 | 6.71 | 6.91 | 6.91       | 792    | Recorde da temporada | 1561      |
| 7       | George Joubert              | África do Sul   | 6.58 | 6.86 | 6.74 | 6.86       | 781    |                      | 1591      |
| 8       | Alexander Tum               | Quênia          | 6.57 | X    | X    | 6.57       | 713    |                      | 1398      |
| 9       | Washington Nyakundi         | Quênia          | 5.85 | 5.90 | 5.96 | 5.96       | 578    |                      | 1345      |
| 10      | Cornelius Rotich            | Quênia          | 5.45 | 5.73 | 5.43 | 5.73       | 529    |                      | 1096      |

### Arremesso de peso
| Posição | Atleta                      | Nacionalidade   | #1    | #2    | #3    | Resultados | Pontos | Notas                | Pts total |
| ------- | --------------------------- | --------------- | ----- | ----- | ----- | ---------- | ------ | -------------------- | --------- |
| 1       | Mourad Souissi              | Argélia         | 13.79 | 13.88 | 14.53 | 14.53      | 761    | Recorde pessoal      | 2461      |
| 2       | Hamdi Dhouibi               | Tunísia         | 14.00 | 14.22 | 13.81 | 14.22      | 742    | Recorde da temporada | 2401      |
| 3       | Guillaume Thierry           | Ilhas Maurícias | 12.71 | 12.91 | 13.68 | 13.68      | 709    |                      | 2269      |
| 4       | Larbi Bouraada              | Argélia         | 13.59 | 13.15 | 12.38 | 13.59      | 703    | Recorde pessoal      | 2531      |
| 5       | Abdallah Mohamed Saad Hamed | Egito           | 13.34 | 12.50 | 13.18 | 13.34      | 688    | Recorde da temporada | 2249      |
| 6       | George Joubert              | África do Sul   | 11.68 | 11.96 | 12.31 | 12.31      | 625    |                      | 2216      |
| 7       | Ali Kamé                    | Madagáscar      | 12.27 | 11.63 | 12.20 | 12.27      | 623    |                      | 2251      |
| 8       | Cornelius Rotich            | Quênia          | 10.40 | 10.69 | 10.75 | 10.75      | 531    |                      | 1627      |
| 9       | Washington Nyakundi         | Quênia          | 10.03 | 9.75  | 9.29  | 10.03      | 487    |                      | 1832      |
| 10      | Alexander Tum               | Quênia          | 9.64  | 8.76  | 8.66  | 9.64       | 464    |                      | 1862      |

### Salto em altura
| Pontos | Atleta                      | Nacionalidade   | 1.65 | 1.68 | 1.71 | 1.74 | 1.77 | 1.80 | 1.83 | 1.86 | 1.89 | 1.92 | 1.95 | 1.98 | 2.01 | 2.04 | 2.07 | Resultados | Pontos | Notas                | Pts total |
| ------ | --------------------------- | --------------- | ---- | ---- | ---- | ---- | ---- | ---- | ---- | ---- | ---- | ---- | ---- | ---- | ---- | ---- | ---- | ---------- | ------ | -------------------- | --------- |
| 1      | Larbi Bouraada              | Argélia         | –    | –    | –    | –    | –    | –    | –    | o    | –    | o    | –    | o    | xo   | xxo  | x    | 2.04       | 840    | Recorde da temporada | 3371      |
| 2      | Ali Kamé                    | Madagáscar      | –    | –    | –    | o    | –    | xo   | –    | o    | o    | o    | o    | xxo  | o    | xx   |      | 2.01       | 813    | Recorde pessoal      | 3064      |
| 3      | Abdallah Mohamed Saad Hamed | Egito           | –    | –    | –    | –    | –    | o    | –    | o    | o    | o    | o    | xxo  | xxx  |      |      | 1.98       | 785    | Recorde da temporada | 3034      |
| 4      | Hamdi Dhouibi               | Tunísia         | –    | –    | –    | –    | –    | o    | –    | o    | o    | o    | o    | xxx  |      |      |      | 1.95       | 758    | Recorde da temporada | 3159      |
| 5      | George Joubert              | África do Sul   | –    | –    | –    | –    | –    | o    | –    | o    | o    | o    | xxx  |      |      |      |      | 1.92       | 731    |                      | 2947      |
| 6      | Mourad Souissi              | Argélia         | –    | –    | –    | –    | o    | o    | –    | o    | o    | xo   | xxx  |      |      |      |      | 1.92       | 731    | Recorde da temporada | 3192      |
| 7      | Guillaume Thierry           | Ilhas Maurícias | –    | –    | –    | xo   | o    | o    | xo   |      |      |      |      |      |      |      |      | 1.83       | 653    |                      | 2922      |
| 8      | Washington Nyakundi         | Quênia          | –    | o    | o    | o    | o    | o    |      |      |      |      |      |      |      |      |      | 1.80       | 627    |                      | 2459      |
| 9      | Alexander Tum               | Quênia          | o    | o    | o    | xo   | o    |      |      |      |      |      |      |      |      |      |      | 1.77       | 602    |                      | 2464      |
| 10     | Cornelius Rotich            | Quênia          | o    | xo   | xxo  | xo   | o    |      |      |      |      |      |      |      |      |      |      | 1.77       | 602    |                      | 2229      |

### 400 metros
| Posição | Bateria | Atleta                      | Nacionalidade   | Tempo | Pontos | Notas                | Pts total |
| ------- | ------- | --------------------------- | --------------- | ----- | ------ | -------------------- | --------- |
| 1       | 2       | Larbi Bouraada              | Argélia         | 47.35 | 941    |                      | 4312      |
| 2       | 1       | Mourad Souissi              | Argélia         | 47.64 | 927    | Recorde pessoal      | 4119      |
| 3       | 2       | Hamdi Dhouibi               | Tunísia         | 48.98 | 862    |                      | 4021      |
| 4       | 1       | George Joubert              | África do Sul   | 49.83 | 822    |                      | 3769      |
| 5       | 2       | Washington Nyakundi         | Quênia          | 50.00 | 815    |                      | 3274      |
| 6       | 1       | Abdallah Mohamed Saad Hamed | Egito           | 51.46 | 749    | Recorde da temporada | 3783      |
| 7       | 2       | Alexander Tum               | Quênia          | 52.14 | 719    |                      | 3183      |
| 8       | 2       | Guillaume Thierry           | Ilhas Maurícias | 52.34 | 710    |                      | 3632      |
| 9       | 1       | Cornelius Rotich            | Quênia          | 52.70 | 694    |                      | 2923      |
| 10      | 1       | Ali Kamé                    | Madagáscar      | 55.86 | 565    |                      | 3629      |

### 110 metros com barreiras
| Posição | Bateria | Atleta                      | Nacionalidade   | Tempo | Pontos | Notas                | Pts total |
| ------- | ------- | --------------------------- | --------------- | ----- | ------ | -------------------- | --------- |
| 1       | 1       | Mourad Souissi              | Argélia         | 14.55 | 905    | Recorde da temporada | 5024      |
| 2       | 1       | George Joubert              | África do Sul   | 14.66 | 891    |                      | 4660      |
| 3       | 2       | Larbi Bouraada              | Argélia         | 14.82 | 871    | Recorde da temporada | 5183      |
| 4       | 1       | Hamdi Dhouibi               | Tunísia         | 15.00 | 850    |                      | 4871      |
| 5       | 1       | Abdallah Mohamed Saad Hamed | Egito           | 15.06 | 842    | Recorde da temporada | 4625      |
| 6       | 2       | Ali Kamé                    | Madagáscar      | 15.09 | 839    | Recorde da temporada | 4468      |
| 7       | 2       | Guillaume Thierry           | Ilhas Maurícias | 15.35 | 808    | Recorde pessoal      | 4440      |
| 8       | 2       | Washington Nyakundi         | Quênia          | 16.29 | 700    |                      | 3974      |
| 9       | 1       | Cornelius Rotich            | Quênia          | 17.66 | 557    |                      | 3480      |
| 10      | 2       | Alexander Tum               | Quênia          | 18.11 | 514    |                      | 3697      |

### Lançamento de disco
| Posição | Atleta                      | Nacionalidade   | #1    | #2    | #3    | Resultados | Pontos | Notas                | Pts total |
| ------- | --------------------------- | --------------- | ----- | ----- | ----- | ---------- | ------ | -------------------- | --------- |
| 1       | Hamdi Dhouibi               | Tunísia         | 43.88 | X     | 41.04 | 43.88      | 744    |                      | 5615      |
| 2       | Cornelius Rotich            | Quênia          | 42.12 | X     | X     | 42.12      | 708    |                      | 4188      |
| 3       | Mourad Souissi              | Argélia         | 35.25 | 41.19 | 41.73 | 41.73      | 700    | Recorde da temporada | 5724      |
| 4       | Guillaume Thierry           | Ilhas Maurícias | 41.03 | X     | 39.48 | 41.03      | 686    |                      | 5126      |
| 5       | Ali Kamé                    | Madagáscar      | 31.87 | 35.90 | 36.38 | 36.38      | 591    |                      | 5059      |
| 6       | Abdallah Mohamed Saad Hamed | Egito           | 33.44 | 36.36 | X     | 36.36      | 591    | Recorde da temporada | 5216      |
| 7       | Larbi Bouraada              | Argélia         | X     | 36.30 | X     | 36.30      | 590    |                      | 5773      |
| 8       | George Joubert              | África do Sul   | X     | 34.56 | 32.99 | 34.56      | 555    |                      | 5215      |
| 9       | Alexander Tum               | Quênia          | 29.76 | 31.43 | 29.94 | 31.43      | 493    |                      | 4190      |
| 10      | Washington Nyakundi         | Quênia          | 28.42 | 26.36 | 27.40 | 28.42      | 433    |                      | 4407      |

### Salto com vara
| Posição | Atleta                      | Nacionalidade   | 2.50 | 2.60 | 2.70 | 2.80 | 2.90 | 3.00 | 3.20 | 3.30 | 3.60 | 3.80 | 4.00 | 4.10 | 4.20 | 4.30 | 4.40 | 4.50 | 4.60 | 4.70 | 4.80 | Resultados | Pontos | Notas                | Pts total |
| ------- | --------------------------- | --------------- | ---- | ---- | ---- | ---- | ---- | ---- | ---- | ---- | ---- | ---- | ---- | ---- | ---- | ---- | ---- | ---- | ---- | ---- | ---- | ---------- | ------ | -------------------- | --------- |
| 1       | Larbi Bouraada              | Argélia         | –    | –    | –    | –    | –    | –    | –    | –    | –    | –    | –    | –    | –    | xo   | o    | o    | o    | xo   | o    | 4.80       | 849    | Recorde pessoal      | 6622      |
| 2       | Mourad Souissi              | Argélia         | –    | –    | –    | –    | –    | –    | –    | –    | –    | –    | o    | –    | –    | xxo  | –    | xo   | xo   | xxx  |      | 4.60       | 790    | Recorde pessoal      | 6514      |
| 3       | Ali Kamé                    | Madagáscar      | –    | –    | –    | –    | –    | –    | –    | –    | xxo  | o    | o    | x–   | o    | xo   | xxx  |      |      |      |      | 4.30       | 702    | Recorde da temporada | 5761      |
| 4       | Guillaume Thierry           | Ilhas Maurícias | –    | –    | –    | –    | –    | –    | –    | –    | –    | –    | o    | –    | o    | –    | xxx  |      |      |      |      | 4.20       | 673    |                      | 5799      |
| 5       | Alexander Tum               | Quênia          | –    | –    | o    | o    | o    | o    | xo   | xx   |      |      |      |      |      |      |      |      |      |      |      | 3.20       | 406    |                      | 4596      |
| 6       | Washington Nyakundi         | Quênia          | o    | xo   | o    | o    | xxx  |      |      |      |      |      |      |      |      |      |      |      |      |      |      | 2.80       | 309    |                      | 4716      |
| 07 !    | Hamdi Dhouibi               | Tunísia         | –    | –    | –    | –    | –    | –    | –    | –    | –    | –    | xxx  |      |      |      |      |      |      |      |      | NM         | 0      |                      | 5615      |
| 08 !    | Abdallah Mohamed Saad Hamed | Egito           | –    | –    | –    | –    | –    | –    | –    | –    | –    | –    | xxx  |      |      |      |      |      |      |      |      | NM         | 0      |                      | 5216      |
| 09 !    | Cornelius Rotich            | Quênia          | xxx  |      |      |      |      |      |      |      |      |      |      |      |      |      |      |      |      |      |      | NM         | 0      |                      | 4188      |
| 10 !    | George Joubert              | África do Sul   |      |      |      |      |      |      |      |      |      |      |      |      |      |      |      |      |      |      |      | DNS        | 0      |                      | DNF       |

### Lançamento de dardo
| Posição | Atleta                      | Nacionalidade   | #1    | #2    | #3    | Resultados | Pontos | Notas                | Pts total |
| ------- | --------------------------- | --------------- | ----- | ----- | ----- | ---------- | ------ | -------------------- | --------- |
| 1       | Larbi Bouraada              | Argélia         | 62.01 | 65.53 | –     | 65.53      | 821    | Recorde pessoal      | 7443      |
| 2       | Guillaume Thierry           | Ilhas Maurícias | 60.99 | 56.66 | 57.52 | 60.99      | 753    | Recorde da temporada | 6552      |
| 3       | Ali Kamé                    | Madagáscar      | 57.07 | 57.35 | 54.19 | 57.35      | 698    |                      | 6459      |
| 4       | Abdallah Mohamed Saad Hamed | Egito           | 56.41 | 50.49 | 48.26 | 56.41      | 684    | Recorde pessoal      | 5900      |
| 5       | Mourad Souissi              | Argélia         | 49.78 | –     | 54.31 | 54.31      | 653    | Recorde da temporada | 7167      |
| 6       | Hamdi Dhouibi               | Tunísia         | X     | X     | 47.90 | 47.90      | 558    |                      | 6173      |
| 7       | Cornelius Rotich            | Quênia          | X     | 41.89 | 45.45 | 45.45      | 522    |                      | 4710      |
| 8       | Washington Nyakundi         | Quênia          | 44.19 | X     | 40.26 | 44.19      | 503    |                      | 5219      |
| 9 !     | Alexander Tum               | Quênia          |       |       |       | DNS        | 0      |                      | DNF       |

### 1500 metros
| Posição | Atleta                      | Nacionalidade   | Tempo   | Pontos | Notas                |
| ------- | --------------------------- | --------------- | ------- | ------ | -------------------- |
| 1       | Cornelius Rotich            | Quênia          | 4:19.72 | 813    |                      |
| 2       | Washington Nyakundi         | Quênia          | 4:33.60 | 721    |                      |
| 3       | Larbi Bouraada              | Argélia         | 4:36.04 | 705    | Recorde da temporada |
| 4       | Mourad Souissi              | Argélia         | 4:44.74 | 651    | Recorde da temporada |
| 5       | Ali Kamé                    | Madagáscar      | 4:50.86 | 613    |                      |
| 6       | Guillaume Thierry           | Ilhas Maurícias | 5:01.98 | 548    |                      |
| 7 !     | Hamdi Dhouibi               | Tunísia         | DNS     | 0      |                      |
| 7 !     | Abdallah Mohamed Saad Hamed | Egito           | DNS     | 0      |                      |

## Classificação final
| Pos.              | Atleta                      | Nacionalidade   | 100 m | SD   | AP    | SA   | 400 m | 110 m | AD    | SV   | LD    | 1500 m  | PG   | Notas                 |
| ----------------- | --------------------------- | --------------- | ----- | ---- | ----- | ---- | ----- | ----- | ----- | ---- | ----- | ------- | ---- | --------------------- |
| Medalha de ouro   | Larbi Bouraada              | Argélia         | 10.78 | 7.43 | 13.59 | 2.04 | 47.35 | 15.82 | 36.30 | 4.80 | 65.53 | 4:36.04 | 8148 | Recorde do campeonato |
| Medalha de prata  | Mourad Souissi              | Argélia         | 11.12 | 7.22 | 14.53 | 1.92 | 47.64 | 14.55 | 41.73 | 4.60 | 54.31 | 4:44.74 | 7818 | Recorde pessoal       |
| Medalha de bronze | Guillaume Thierry           | Ilhas Maurícias | 11.50 | 6.97 | 13.68 | 1.83 | 52.34 | 15.35 | 41.03 | 4.20 | 60.99 | 5:01.98 | 7100 |                       |
| 4                 | Ali Kamé                    | Madagáscar      | 11.39 | 7.16 | 12.27 | 2.01 | 55.86 | 15.09 | 36.38 | 4.30 | 57.35 | 4:50.86 | 7072 |                       |
| 5                 | Washington Nyakundi         | Quênia          | 11.43 | 5.96 | 10.03 | 1.80 | 50.00 | 16.29 | 28.42 | 2.80 | 44.19 | 4:33.60 | 5940 |                       |
| 6                 | Cornelius Rotich            | Quênia          | 12.44 | 5.73 | 10.75 | 1.77 | 52.70 | 17.66 | 42.12 | NM   | 45.45 | 4:19.72 | 5523 |                       |
| 95 !              | Hamdi Dhouibi               | Tunísia         | 11.09 | 7.02 | 14.22 | 1.95 | 48.98 | 15.00 | 43.88 | NM   | 47.90 | DNS     | DNF  |                       |
| 96 !              | Abdallah Mohamed Saad Hamed | Egito           | 11.42 | 6.91 | 13.34 | 1.98 | 51.46 | 15.06 | 36.36 | NM   | 56.41 | DNS     | DNF  |                       |
| 97 !              | Alexander Tum               | Quênia          | 11.83 | 6.57 | 9.64  | 1.77 | 52.14 | 18.11 | 31.43 | 3.20 | DNS   | –       | DNF  |                       |
| 98 !              | George Joubert              | África do Sul   | 11.23 | 6.86 | 12.31 | 1.92 | 49.83 | 14.66 | 34.56 | DNS  | –     | –       | DNF  |                       |
| 99 !              | Richard Chitambi            | Zâmbia          | DNS   | –    | –     | –    | –     | –     | –     | –    | –     | –       | DNS  |                       |
| 99 !              | Clave Folokwe               | Zâmbia          | DNS   | –    | –     | –    | –     | –     | –     | –    | –     | –       | DNS  |                       |

Legenda
| Recorde mundial       | Recorde mundial (World record)               |                       | Recorde africano                      | Recorde africano (African) |                                           | Q | Classificado por posição (Qualified) |
| Recorde do campeonato | Recorde do campeonato (Championship record)  | Recorde da América    | Recorde da América (Americas)         | q                          | Classificado por melhor tempo (Qualified) |   |                                      |
| Melhor marca do ano   | Melhor marca do ano (World leading)          | Recorde asiático      | Recorde asiático (Asian)              | DNS                        | Não largou (Did not start)                |   |                                      |
| Recorde nacional      | Recorde nacional (National record)           | Recorde europeu       | Recorde europeu (European)            | DNF                        | Não terminou (Did not finish)             |   |                                      |
| Recorde pessoal       | Recorde pessoal do atleta (Personal best)    | Recorde da Oceania    | Recorde da Oceania (Oceania)          | DSQ / DQ                   | Desclassificado (Disqualified)            |   |                                      |
| Recorde da temporada  | Recorde da temporada do atleta (Season best) | Recorde sul-americano | Recorde sul-americano (South America) | NM                         | Sem marca (No mark)                       |   |                                      |